# Csillagközi invázió: Célpont a Föld
A Csillagközi invázió: Célpont a Föld (Starship Troopers: Invasion) 2012-ben bemutatott japán–amerikai számítógépes animációs military science fiction film. A film a Csillagközi invázió-filmsorozat negyedik tagja. A Stage 6 Films, a Sola Digital Arts és a Lucent Pictures gyártásában készült, Aramaki Sindzsi rendezésében, forgatókönyvét Flint Dille írta, zenéjét Takahasi Tecuja szerezte.
A film Japánban 2012. július 21-én az Egyesült Államokban 2012. augusztus 28. jelent meg direct-to-video formában DVD-n és Blu-rayen a Sony Pictures Home Entertainment forgalmazásában. Magyarországon a Sony Movie Channel vetítette.
2017-ben megjelent a film folytatása Csillagközi invázió: Mars invázió címmel.

## Cselekmény
A Szövetség egy aszteroidán található Casey Erődjét (Fort Casey) megszállják a rovarok. Az Alesia csillaghajóról bevetik az űrgyalogságot, hogy elfoglalják és irányítás alá vonják a hangárt, és megmentsék az erődben rekedt túlélőket. Daugherty hadnagy és A-01 csapata a landolás után átküzdik magukat a rovarokon és megmentik a Casey Erőd túlélő katonáit. Miután robbanóanyag-töltetet helyeznek el, a katonák a John A. Warden csillaghajóhoz indulnak evakuálásra, azonban az nélkülük hagyja el a kikötőt – Carl Jenkins miniszter Carmen Ibanez kapitánytól átvette a hajó irányítását, és az Alesiára küldte. Indulás előtt Jenkins elrendeli, hogy Henry „Hero” Varro őrnagyot, a Casey Erőd K-12-es katonáinak parancsnokát kísérjék az Alesiára fogolyként. Az Alesia kiköt a Casey Erődnél, hogy evakuálják a túlélő katonákat, ezután az erődöt az elhelyezett robbanóanyag-töltetekkel megsemmisítik.
Míg az Alesia a Föld felé tart, Johnny Rico tábornok kapcsolatba lép vele az L-6 bázis főparancsnokságától. Amikor megparancsolja az Alesiának, hogy keresse fel a Wardent, ami minden kapcsolatot megszakított, a Casey Erőd katonái beleegyeznek, hogy megtegyék, azzal a feltétellel, hogy Varro vezesse őket a küldetés során. Amikor megtalálják a Wardent, Daugherty csapata a hídig kíséri Ibanezt, míg Varro csapata a gépteret biztosítja, de a két csapat nem talál mást, csak halott legénységet és néhány döglött rovart. Varro rátalál a tébolyult Jenkinsre, aki túl későn figyelmezteti őt, hogy ne indítsa be a Wardent, mert „ő” feltörte az összes rendszert. Ahogy újratöltődik a Warden, egy rovarkirálynő belül átveszi az irányítást az összes rendszer felett, és kinyit több ajtót, hogy kiszabadítsa a rovarait. Miközben Ibanez és a katonák megpróbálnak visszatérni az Alesiára, a királynő a Warden fő fegyvereit használja, hogy megsemmisítse a másik hajót, majd egy féreglyukba repíti a Wardent, amelynek kimenete a Földközeli űrben van. A katonák visszatérnek a hídhoz, ahol Varro felfedi, hogy letartóztatták, amikor Jenkins parancsot adott az egységének, hogy élve fogják el a királynőt a Casey Erődben, de Varro nem volt hajlandó feláldozni az osztagát.
Rico tábornok három csillaghajót küld az L-6 bázisról a Föld körüli pályára, de a királynő a Warden fegyvereivel megsemmisíti őket. A királynő egy olyan pályára állítja a rovarokkal fertőzött Wardent, hogy az Párizsban zuhanjon le, de az A-01 csapat mesterlövészének, Trignek sikerül kilőnie a királynőt a hajóval összekötő vezetékeket, így Ibanez újra irányíthatja a Wardent úgy, hogy a hajó az Alpokban érjen földet. Ezalatt Rico tábornok beveti martalócruhás (Marauder suit) osztagát, hogy megakadályozzák a rovarok elmenekülését a becsapódás helyszínéről, míg a főparancsnokság 30 percet ad neki, mielőtt atomfegyvert dobna le az L-6 állomásról, hogy megtisztítsa a helyszínt.
A Wardenen ezalatt az öt túlélő katona a királynő felé veszi az utat. Ice Blonde védi Ibanezt egy közeli légzsilipnél, míg Mech és Patkány a gépházba mennek, hogy felrobbantsák. Amikor Varro és Rovarölő megtalálja Trig holttestét, Rovarölő Trig családi mesterlövész puskáját használja, hogy szerezzen Varrónak egy kis időt, hogy elérje a királynőt. Jenkins, miután felépült a mentális összeomlásából, elmekontrollja alatt lévő rovarokkal segíti Varrot – felfedve egy fontos terrai áttörést a háborús erőfeszítésekben, és az okát egy élő királynő elfogásának.
Rico az egyetlen túlélő a csapatából, aki eléri a Wardent. Az L-6 állomásról kilőtt nukleáris rakétákat mind megsemmisíti a királynő a Warden fegyvereivel. Miközben Jenkins az induló siklójához vezeti a csapatot, Rico elvonja a királynő figyelmét, hogy megmentse Varrot. A súlyosan megsérült Varro felrobbant egy gránátot, amikor körbeveszik a rovarok. Rico leveti sérült martalócruháját, és egy harci kést szúr a királynő egyik szemébe, így időt nyer Ibaneznek felkészülni a felszállásra. Rico visszarohan a siklóhoz, ami sikeresen elhagyja a Wardent mielőtt azt az elhelyezett töltetek felrobbantanák a királynővel és a többi rovarral együtt.
Mech, Ice és Patkány tiszteletüket fejezik ki elesett bajtársaik előtt, míg Ibanez Jenkinsszel konfrontálódik a közelmúltbeli történésekkel kapcsolatban. Jenkins tereli a témát, és elmondja Ricónak és Ibaneznek, hogy kutatásai egy napon megmentik az egész galaxist. A stáblista után egy harcos rovar látható egy csatornarendszerben, ami megmagyarázhatatlan módon túlélte a Warden pusztulását.

## Szereplők
| Szereplő                         | Angol hang           | Japán hang         | Magyar hang         |
| -------------------------------- | -------------------- | ------------------ | ------------------- |
| Carmen Ibanez kapitány           | Luci Christian       | Kobajasi Szanae    | Szabó Emília        |
| Carl Jenkins miniszter           | Justin Doran         | Janaka Hirosi      | Kárpáti Levente     |
| Johnny Rico tábornok             | David Matranga       | Kuroda Takaja      | Stohl András        |
| K-12 csapat                      |                      |                    |                     |
| Henry Varro őrnagy „Hero”        | David Wald           | Fudzsi Sinsú       | Barabás Kiss Zoltán |
| Otis Hacks „Rovarölő (Bugspray)” | Andrew Love          | Kavada Sindzsi     | Pál Tamás           |
| Patkány (Ratzass)                | Leraldo Anzaldua     | Mijake Kenta       | Szatory Dávid       |
| Holy Man                         | Kalob Martinez       | N/A                | Moser Károly        |
| Kharon                           | Chris Patton         | N/A                | N/A                 |
| Chase                            | Corey Hartzog        | N/A                | N/A                 |
| Gunfodder                        | Karl Glusman         | N/A                | Hám Bertalan        |
| A-01 csapat                      |                      |                    |                     |
| Tony Daugherty                   | Sam Roman            | Hosino Micuaki     | Varga Rókus         |
| Tia Durer „Trig”                 | Emily Neves          | Hirano Aja         | Nádorfi Krisztina   |
| Ice Blonde                       | Melissa Davis        | Minagava Dzsunko   | Kis-Kovács Luca     |
| Shock Jock                       | Adam Gibbs           | N/A                | N/A                 |
| Mech                             | Jovan Jackson        | N/A                | Juhász Zoltán       |
| Chow                             | Josh Grelle          | N/A                | Előd Álmos          |
| További szereplők                |                      |                    |                     |
| Jonah kapitány                   | Shelley Calene-Black | N/A                | N/A                 |
| Crysoch                          | Noel Burkeen         | N/A                | N/A                 |
| főparancsnok                     | Andy McAvin          | Óbajasi Rjúnoszuke | Forgács Gábor       |
| kommunikációs tiszt #1           | Michael Keeney       | N/A                | N/A                 |
| kommunikációs tiszt #2           | Kris Carr            | N/A                | N/A                 |
| főcím, stáblista felolvasása     | –                    | –                  | Korbuly Péter       |

## Megvalósítás

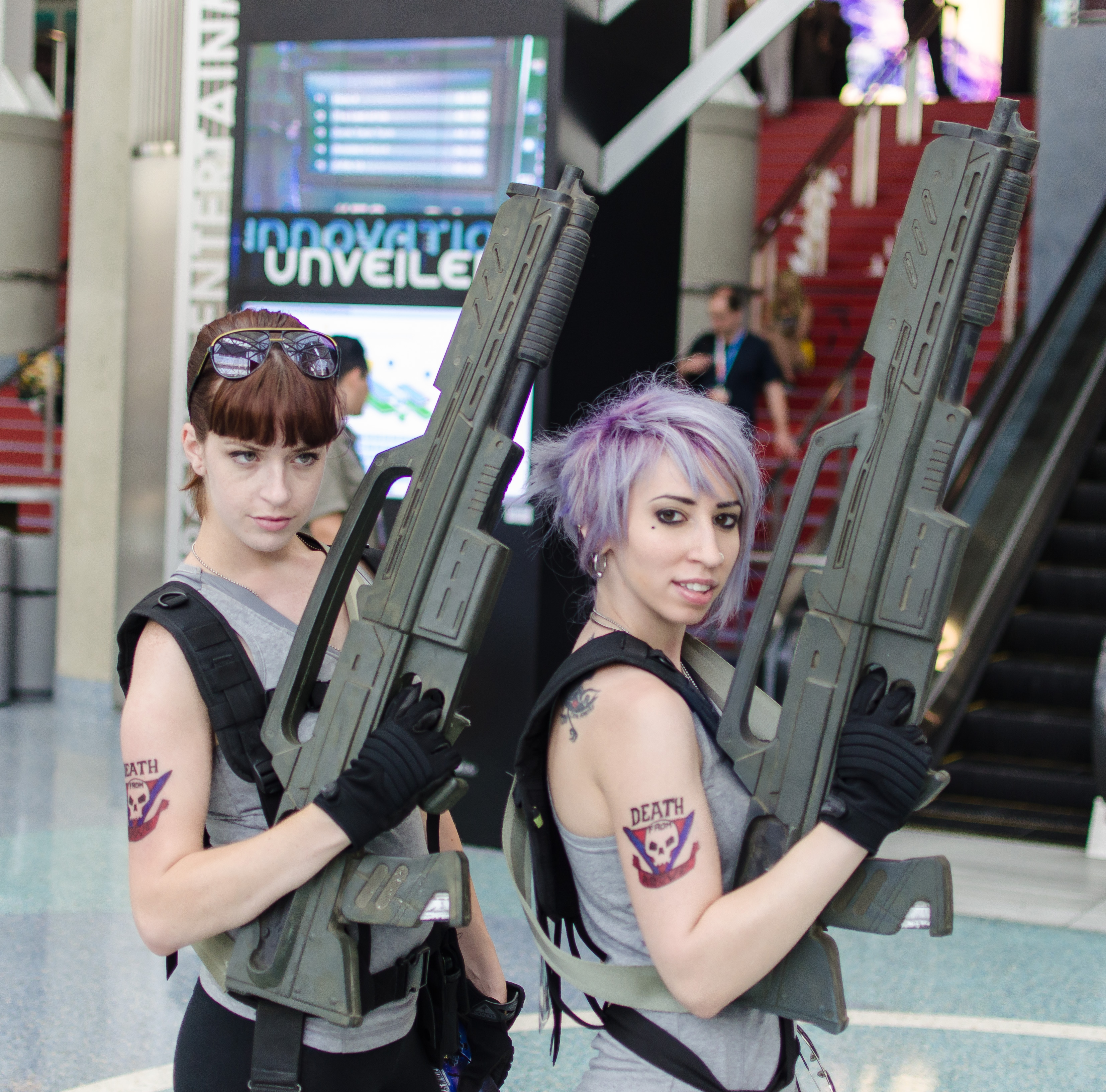
A Starship Troopers-mobiljáték promóciója az E3 2012-n

A film a Stage 6 Films, a Sola Digital Arts és a Lucent Pictures gyártásában készült, Aramaki Sindzsi rendezésében, forgatókönyvét Flint Dille írta, zenéjét Takahasi Tecuja szerezte. Edward Neumeier, a sorozat három korábbi filmjének írója és Casper Van Dien színész, aki a főszereplő Johnny Ricót alakítja az első és a harmadik filmben, vezető producerként dolgoztak. Neumeier szerint annyi befolyást engedtek neki, amennyit csak kívánt tanácsadói szerepkörében, de bevonása a film készítésébe meglehetősen korlátozottnak bizonyult. Miután elkészült a forgatókönyv, körülbelül másfél évig tartott a film elkészítése. A film sikerétől tették függővé, hogy lehetőség nyílik-e további folytatásokra ugyanazon alkotócsapattól.
Johnny Rico, Carl Jenkins és Carmen Ibanez karakterei visszatértek a filmben, s bár a megjelenés előtti híresztelések az ellenkezőjéről szóltak, a hangjukat nem azok a színészek adják, akik a korábbi filmekben alakították a szereplőket. A felvétel a Seraphim Digitalban készült Houstonban, Texasban. A filmben szereplő színészek közül többen is részt vettek a karakterek mozgásrögzítésében.

## Megjelenések
A film Japánban 2012. július 21-én az Egyesült Államokban 2012. augusztus 28. jelent meg direct-to-video formában DVD-n és Blu-rayen a Sony Pictures Home Entertainment forgalmazásában. A Blu-rayen ráadás tartalomként megtalálható egy 11 részből álló, 80 perces werkfilm a film készítésének teljes folyamatáról, a filmkészítők japán nyelvű audiokommentárja, egy konceptuális művészeti galéria, előzetesek, bakiparádé és törölt jelenetek.
Magyarországon a filmet a Sony Movie Channel vetítette magyar szinkronnal.
2012. november 13-án világszerte megjelent az App Storeon keresztül egy mobiljáték Starship Troopers: Invasion – Mobile Infantry néven, amely a sorozat előzménye.

## Fogadtatás
A kritikusok inkább negatívan vélekedtek a filmről. R.L. Shaffer az IGN-től a filmet egy videójáték átvezető jelenetéhez hasonlította: „a film véres, és időnként szórakoztató, de egyszerűen hiányzik belőle a minőség és a kulcsfontosságú összetevők, amelyek elkülönítik a filmet egy videójáték átvezető jelenetétől.” A kritikus „a kevésbé lebilincselő akciókkal, megkopott történettel és élettelen karakterekkel” nem tudja egy lapon említeni az első Csillagközi invázió-filmmel. Úgy véli, a film jobb lehetett volna, ha a történetet és a szereplőket új irányba terelik, és minőségibb animációt készítenek hozzá. James O′Ehley a Sci-Fi Movie Pagetől az animációt rendben találta, bár néhány szereplő arcát kifogásolta. Hiányolta a korábbi filmek iróniáját és összességében ő is egy számítógépes játékhoz hasonlította „non-stop akcióval és lapos karakterekkel, akik videójáték-kliséket fröcsögnek”. Paul Chambers a Movie Chamberstől unalmas fércműnek nevezte a filmet, aminek rossz, „D” értékelést adott.